# Antônio Fontinele de Melo
Antônio Fontinele de Melo (* 9. Mai 1968 in Camocim, Ceará) ist ein brasilianischer Geistlicher und römisch-katholischer Bischof von Humaitá.

## Leben
Antônio Fontinele de Melo studierte von 1992 bis 1998 Philosophie und Katholische Theologie am Priesterseminar São João XXIII in Porto Velho. Sein Abschluss in Philosophie wurde von der Katholischen Universität von Brasília verliehen und sein Abschluss in Katholischer Theologie vom Centro Superior de Juiz de Fora. Ferner spezialisierte sich Fontinele de Melo in den Fächern Pädagogik und Biblische Exegese. Er wurde am 21. November 1998 zum Diakon geweiht und empfing am 18. September 1999 das Sakrament der Priesterweihe für das Erzbistum Porto Velho.
Nach der Priesterweihe wurde Antônio Fontinele de Melo Pfarrer der Pfarrei São Cristóvão. Daneben war er von 1999 bis 2005 als Regens des Kleinen Seminars Dom Helder Câmara und von 2005 bis 2010 als Koordinator für die Pastoral im Erzbistum Porto Velho tätig. Zudem war Fontinele de Melo von 2009 bis 2012 Assessor für die Basisgemeinden in der Region Noroeste der Brasilianischen Bischofskonferenz. Ab 2016 lehrte Antônio Fontinele de Melo am Priesterseminar São João XXIII in Porto Velho sowie am Centro Universitário Claretiano und an der Faculdade de Ciências Humanas, Exatas e Letras de Rondônia (FARO). Zudem war er Pfarrer der Kathedrale Sagrado Coração de Jesus in Porto Velho und Diözesanökonom des Erzbistums Porto Velho.
Am 12. August 2020 ernannte ihn Papst Franziskus zum Bischof von Humaitá. Der emeritierte Bischof von Humaitá, Franz Josef Meinrad Merkel CSSp, spendete ihm am 17. Oktober desselben Jahres die Bischofsweihe; Mitkonsekratoren waren der Erzbischof von Porto Velho, Roque Paloschi, und der Weihbischof in São Luís do Maranhão, Esmeraldo Barreto de Farias IdP. Sein Wahlspruch Estou no meio de Vós, como aquele que serve („Ich aber bin unter euch wie der, der dient“) stammt aus Lk 22,27 .